# Baltisk hjärtknäppare
Baltisk hjärtknäppare (Cardiophorus rufipes) är en skalbaggsart som först beskrevs av Johann August Ephraim Goeze 1777.  Baltisk hjärtknäppare ingår i släktet Cardiophorus, och familjen knäppare. Det är osäkert om arten förekommer i Sverige.